# Baryssinus melasmus
Baryssinus melasmus es una especie de escarabajo longicornio del género Baryssinus, tribu Acanthocinini, subfamilia Lamiinae. Fue descrita científicamente por Monné & Martins en 1976.
El período de vuelo de la especie se presenta durante el mes de octubre.

## Descripción
Mide 8 milímetros de longitud.

## Distribución
Se distribuye por Brasil.